# Chiroderma salvini
Chiroderma salvini är en fladdermusart som beskrevs av George Edward Dobson 1878. Chiroderma salvini ingår i släktet Chiroderma och familjen bladnäsor. IUCN kategoriserar arten globalt som livskraftig. Inga underarter finns listade i Catalogue of Life. Wilson & Reeder (2005) skiljer mellan två underarter.
Honor blir med en genomsnittlig kroppslängd (huvud och bål) av 73,2 mm och vikt av 29,1 g lite större än hannar som är omkring 72,1 mm långa och 27,2 g tunga. Synlig svans saknas, underarmarna är cirka 48 mm långa och bakfötternas längd ligger vid 14 mm. Påfallande är fyra breda vita strimmor i ansiktet. Dessutom förekommer en ljus strimma på ryggens mitt. Annars har pälsen en brun färg. De avrundade öronen är i nedre delen gulaktiga. Liksom andra familjemedlemmar har arten hudflikar (blad) på näsan. Djurets flygmembran är delvis täckt med hår.
Denna fladdermus förekommer från Mexiko över Centralamerika till nordvästra Sydamerika fram till Peru och Bolivia. Habitatet utgörs av städsegröna eller delvis lövfällande skogar samt av fuktiga platser med träd i mera torra områden. Den jagar troligen vid trädens kronor.